# Jean-François Graindorge
Pour les articles homonymes, voir Graindorge.
 (août 2019).
Si vous disposez d'ouvrages ou d'articles de référence ou si vous connaissez des sites web de qualité traitant du thème abordé ici, merci de compléter l'article en donnant les références utiles à sa vérifiabilité et en les liant à la section « Notes et références ».
Jean-François Graindorge, né le 1er juillet 1770 à Saint-Pois dans la Manche et mort le 1er octobre 1810 des suites des blessures reçues à la bataille de Buçaco au Portugal, est un général français de la Révolution et de l’Empire.

## Biographie

### Sous la Révolution française
Il entra au service le 20 septembre 1791 comme lieutenant à la formation du 1er bataillon de volontaires de l'Orne, devenu 37e demi-brigade d'infanterie de ligne. Il fit les campagnes de 1792 à 1793 à l'armée du Nord.
Le 11 juin 1792, dans une affaire qui eut lieu près de Grissole, en avant de Maubeuge, il fut blessé d'un coup de feu à la cuisse droite. Le 8 septembre 1793, à la bataille de Hondschoote, il s'empara d'une redoute placée sur la route et y reçut un coup de feu au travers du corps. Le 9 du même mois, à Bergues, il contribua à la prise des redoutes qui défendaient les approches de cette place, malgré l'inondation qui couvrait le terrain à plus d'un quart de lieue. Le même jour, en entrant dans la ville, il reçut un nouveau coup de feu au travers du corps.
Nommé capitaine le 8 vendémiaire an II, Graindorge prit part aux opérations de l'armée de Sambre-et-Meuse pendant les ans II, III, IV et V, et reçut quatre coups de sabre dont trois sur la tête et un sur le bras gauche pendant le blocus de Charleroi. Le 19 fructidor an III, au passage du Rhin, il fut atteint d'un coup de feu au genou gauche. Le 14 messidor an IV, au nouveau passage de ce fleuve, à Neuwied, il pénétra dans les redoutes autrichiennes et fut nommé chef de bataillon sur le champ de bataille par le général en chef Hoche. Cette nomination fut confirmée par arrêté du Directoire exécutif du 5 messidor an V.
Passé à l'armée d'Helvétie, il y fit la campagne de l'an VI et de an VII. Le 8 thermidor de cette dernière année, étant à Davol, dans les gorges de Lanquarte (pays des Grisons), il soutint pendant onze heures, avec cinq compagnies, les assauts de quatre régiments autrichiens et de six compagnies du prince d'Orange, qui furent repoussés et perdirent 150 prisonniers. Le général en chef Masséna, témoin de la conduite de Graindorge, le nomma chef de brigade sur le champ de bataille. Employé à l'armée du Rhin en l'an VIII et en l'an IX, il commandait l'avant-garde de cette armée, le 3 vendémiaire an VIII, au passage de la Limmat, où il enleva plusieurs bouches à feu et cinq drapeaux aux Russes.
Nommé une seconde fois chef de brigade à la suite de cette journée, il fut placé en cette qualité, le 16 brumaire suivant, à la tête de la 36e demi-brigade, devenue 36e régiment de ligne.

### Au service de Napoléon

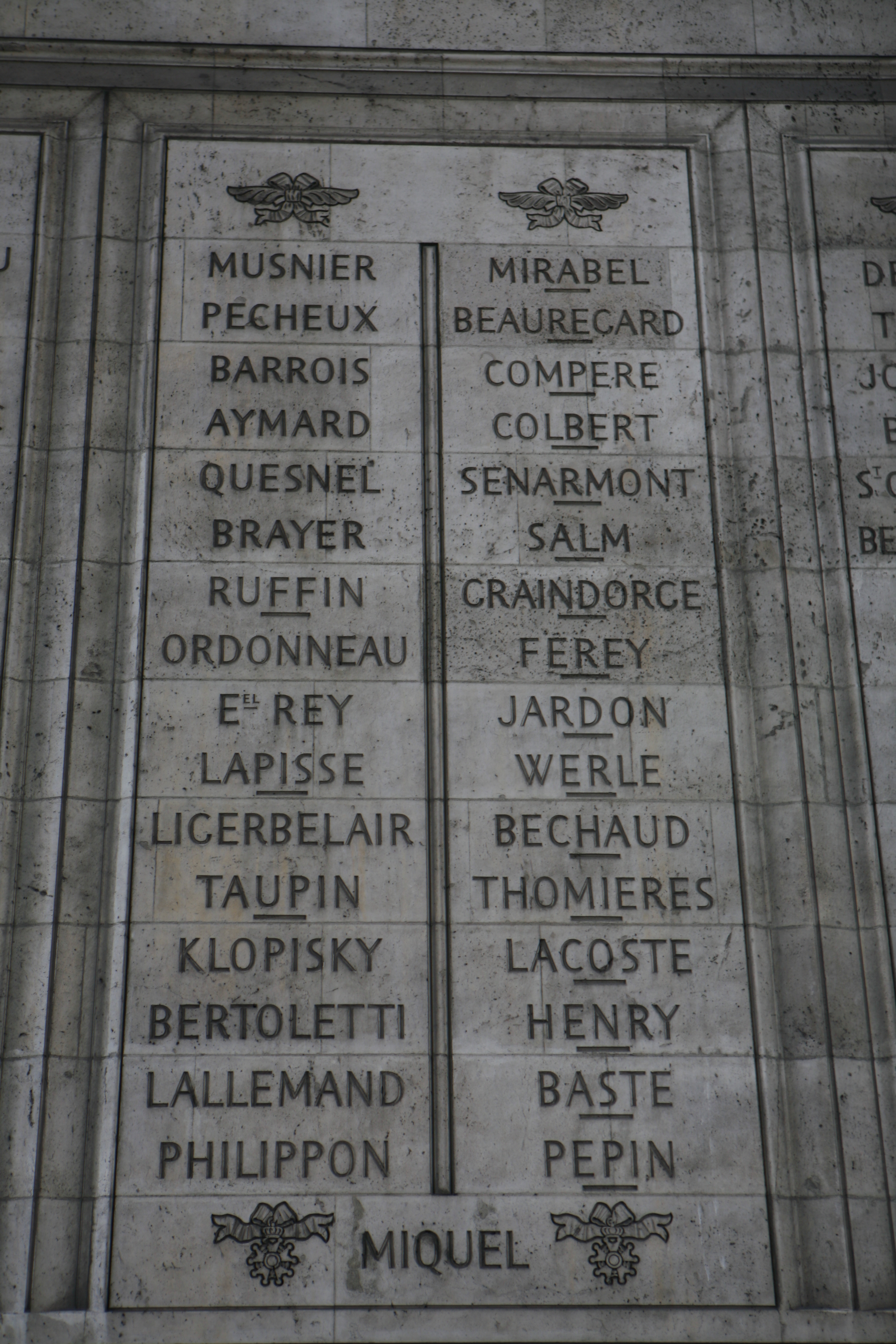
Noms gravés sous l'arc de triomphe de l'Étoile : pilier Ouest, 37e et.

Il fut confirmé dans son grade par arrêté du Premier consul du 29 vendémiaire an IX. Il tint garnison à Aix-la-Chapelle pendant les ans X et XI et fut employé au camp de Saint-Omer pendant les ans XII et XIII. Membre de la Légion d'honneur le 19 frimaire an XII, et officier de l'Ordre le 25 prairial suivant, il fut nommé général de brigade le 12 pluviôse an XIII, et employé dans la 1re division le 11 ventôse, puis à la réserve d'infanterie à Lille le 29 floréal de la même année.
Commandant une brigade de la 2e division du 5e corps de la Grande Armée pendant la campagne d'Allemagne de 1805, il combattit à Dürenstein le 11 novembre 1805, à Saalfeld le 10 octobre 1806, à Iéna, où il fut blessé, le 14 du même mois, à Pułtusk le 26 décembre suivant, à Ostrovno et à Stanislasvowa les 3 et 15 février 1807.  Le 16 du même mois, à Ostrołęka, le général Savary, commandant du 5e corps de la Grande Armée, ordonna au général Graindorge, commandant les avant-postes de ce corps, d'attaquer la division russe qui avait pris position à Rossaga. Graindorge commença l'attaque avec le 1er bataillon du 21e léger qu'il fit soutenir par le 2e bataillon et par le 100e régiment de ligne. Ces soldats repoussèrent les Russes et prirent trois pièces de canon ainsi qu'un drapeau.
Employé au 1er corps d'observation de la Gironde le 15 octobre 1807, Graindorge passa au 8e corps de l'armée d'Espagne le 17 novembre 1808. Créé baron de l'Empire en 1808, il fut fait commandeur de la Légion d'honneur le 21 août 1807 en récompense de ses services.
Commandant la 2e brigade de la 1re division du 2e corps, il est grièvement blessé à la bataille de Buçaco le 27 septembre 1810, lors de la troisième invasion napoléonienne du Portugal. Il mourut des suites de ses blessures le 1er octobre suivant, à Carquejo.
Son nom est inscrit sur l'arc de triomphe de l'Étoile, côté Ouest.